# 佛拉蒙社群節日
佛拉蒙社群節日（荷蘭語：Feestdag van de Vlaamse Gemeenschap），或稱佛拉蒙節日（荷蘭語：Vlaamse feestdag），是比利时弗拉芒社群的年度紀念活動，日期為7月11日，是為了紀念1302年金馬刺戰役。

## 歷史
1302年，法國國王腓力四世派遣軍隊懲罰布魯日的弗拉芒公民，他們於當年反抗國王並襲擊了法國的佛兰德總督。
法國軍隊由約2,500名騎士和扈从組成，並有約5,500名步兵支援。而法蘭德斯派出了一支9,000人的城鎮民兵部隊，其中大部分是步兵。
7月11日，兩支軍隊在科特賴克外的一片空地上發生衝突，戰鬥以法蘭德斯民兵的壓倒性勝利而結束。法軍司令羅貝爾二世在戰場上被包圍而陣亡。至少一千名法國騎士也在這場戰鬥中陣亡，法蘭德斯民兵從戰場上收集到的大量金色馬刺。
1970年比利时三个文化和语言社群成立後，荷蘭語文化社群（Nederlandse Cultuurgemeenschap，當時的名稱）於1973年7月6日頒布了一項法律，規定了荷蘭語文化社群的旗幟、頌歌和節日。
從那時起，法蘭德斯就慶祝弗拉芒社群節日。